# Jandre Verdenić
Jandre (Andrija) Verdenić (njem. Endre Werdenich ili Werdenics) (Bijelo Selo, Niuzal, 25. studenoga 1871. – Jura (Mađarska), 16. veljače 1933.), počasni doktor bečkoga i budimpeštanskoga sveučilišta, filozof, teolog, sveučilišni profesor i kanonik gradišćanskohrvatskog porijekla.

## Životopis
Jandre Verdenić je za svećenika zaređen 1894. godine, a 1897, je na bečkom Augustineumu doktorirao bogoslovlje. Službovao je kao kapelan u Ugarskom Starom Gradu, zatim kao vjeroučitelj časničke škole u Šopronu, a od 1900. godine i kao priglednik novaka u jurskom sjemeništu. Godinu dana kasnije postao je profesorom filozofije i bogoslovije u Juri, potom carski i kraljevski dvorski kapelan te ravnatelj Augustineuma. Poslije prvoga svjetskoga rata djeluje u Juri kao profesor bogoslovlja i ravnatelj tamošnjega velikog sjemeništa.
Znanstveni je ugled stekao kao autor mnogih filozofskih i teološko-dogmatskih rasprava u kojima je oživotvorio mađarsku terminologiju, što je osobito značajno s obzirom na činjrenicu da su do tada svi takvi tekstovi uvijek bili pisani samo na latinskom jeziku. Intenzivno se i predano bavio istraživanjem gradišćanskohrvatskog jezika i književnosti, a u povijesti gradišćanskohrvatske književnosti ostat će trajno upamćen kao istraživač najstarijega pisanog dokumenta Gradišćanskih Hrvata – "Klimpuškog misala". Tekstovi su mu objavljivani u mnogim časopisima, a nekoliko mu je knjiga objavljeno na mađarskom jeziku. Zajedno s Martinom Borenićem slao je gradišćanskohrvatske učenike na školovanje u Zagreb.
Jandre Verdenić bio je poliglot: osim mađarskog, njemačkog i hrvatskog govorio je latinski, grčki, talijanski, francuski i hebrejski jezik. Zagovarao je i potrebu približavanja gradišćanskohrvatskog jezika književnom hrvatskom jeziku. Bio je poznat kao svjestan Hrvat, zbog čega su ga u Ugarskoj imenovali "velikim Hrvatom". Preminuo je u Juri, gdje je i pokopan.
Dana 14. srpnja 2001. Jandri Verdeniću je u parku glavnoga trga u Bijelom Selu otkriven spomenik.